# Ängsfrölöpare
Ängsfrölöpare (Harpalus latus) är en skalbaggsart som först beskrevs av Carl von Linné 1758.  Ängsfrölöpare ingår i släktet Harpalus, och familjen jordlöpare. Arten är reproducerande i Sverige.

## Bildgalleri

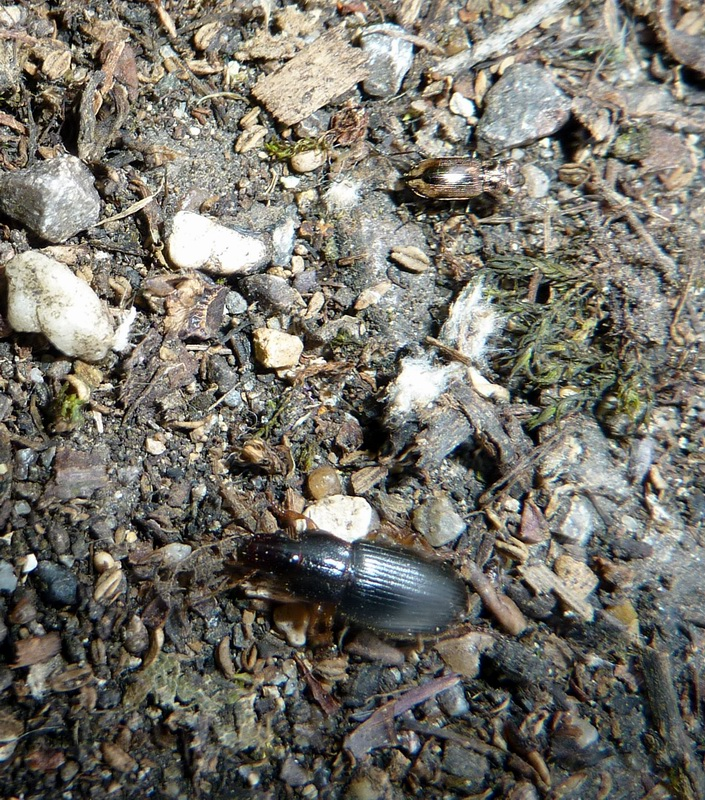